# Copa São Paulo de Futebol Júnior de 1970
A Copa São Paulo de Futebol Júnior de 1970 foi a 2ª edição da competição. Ainda era um torneio restrito a equipes do estado de São Paulo e as partidas foram novamente realizadas no Centro Educacional e Esportivo Vicente Ítalo Feola, no bairro da Vila Nova Manchester. O campeão foi o Corinthians.

## Equipes participantes
| Localidade | Equipe      | Cidade    | Participação (última) |
| ---------- | ----------- | --------- | --------------------- |
| São Paulo  | Corinthians | São Paulo | 2ª (1969)             |
| São Paulo  | Juventus-SP | São Paulo | 2ª (1969)             |
| São Paulo  | Palmeiras   | São Paulo | 2ª (1969)             |
| São Paulo  | Santos      | Santos    | 1ª (–)                |

## Tabela

### Semifinal
| 24 de janeiro de 1970 | Corinthians | 3 – 2 | Santos | Centro Esportivo Vicente Ítalo Feola, São Paulo |
| 9:30                  |             |       |        |                                                 |

| 24 de janeiro de 1970 | Palmeiras | 3 – 1 | Juventus | Centro Esportivo Vicente Ítalo Feola, São Paulo |
| 16:00                 |           |       |          |                                                 |

### Final
| 25 de janeiro de 1970 | Corinthians | 4 – 2 | Palmeiras | Centro Esportivo Vicente Ítalo Feola, São Paulo |
|                       |             |       |           |                                                 |

## Premiação
| Copa São Paulo de Futebol Júnior de 1970 |
| São Paulo                                |
| ---------------------------------------- |
| CORINTHIANS Campeão (2º título)          |

## Classificação geral
Oficialmente a FPF não reconhece uma classificação geral na Copa São Paulo de Futebol Júnior. A tabela a seguir classifica as equipes de acordo com a fase alcançada e considerando os critérios de desempate.